# 河鰭実英
河鰭 実英（かわばた さねひで、1891年（明治24年）3月12日 - 1983年（昭和58年）2月23日）は、日本の服飾史学者。日本服飾史が専門。

## 経歴
三条実美の四男として東京に生まれる。河鰭家当主・河鰭公篤の養子となる。養父の死去に伴い、1922年4月29日、子爵を襲爵した。東京帝国大学文学部卒業。大正天皇の侍従。1949年昭和女子大学教授、1969年学長。1960年に日本風俗史学会の設立に参加。1961年「近世に於ける公家服飾の史的研究」で東京教育大学より文学博士の学位を取得。墓所は多磨霊園。

## 栄典
- 1925年（大正14年）5月10日 - 単光旭日章[3]

## 親族
- 実父・三条実美 ‐ 三条実万の子。
- 養父・河鰭公篤 ‐ 河鰭実文の子。三条実美の甥。
- 妻：祥子（伯爵亀井茲明の娘）
  - 長男：河鰭公功（1918年生） ‐ 30歳で早世。[4][5]
  - 二男：河鰭公昭（1928-2011） ‐ 天文学者、名古屋大学名誉教授。東京大学理学部天文学科卒業後、東京天文台で太陽電波研究を始め、東京天文台助教授などを経て1967年に名古屋大学教授に就任。妻・宏子は福島順三（海軍航空廠）と亀美子（今村次吉の娘）の長女。[4][6][7]
  - 三男：高倉公朋（医学者、高倉篤麿養嗣子。篤麿の妻は実英の姉）[1]

## 著書
- 『有職故実図譜』人文書院、1945年。
- 『女官 大奥秘話』風間書房、1949年。
- 『有職故実』塙選書、1960年。
- 『宮中女官生活史』風間書房、1963年。
- 『きもの文化史』鹿島研究所出版会〈SD選書〉、1966年。
- 『西洋服飾美術史』家政教育社、1973年。
- 『長寿のための新健康法：永遠の青春』食生活改善研究会、1973年。
- 『日本服装史図説』光生館、1973年。
- 『日本の服飾』保育社〈カラーブックス〉、1974年。

### 共編著
- 『日本食物文化史』福岡国男共著、建帛社、1961
- 『日本服飾史辞典』編、東京堂出版、1969
- 『日本服飾美術史』井上章共著、家政教育社、1971
- 『有職故実図鑑』編、東京堂出版、1971
- 『世界服飾文化史辞典』野村久康、佐藤潔人共編、東京堂出版、1973